# Cindré
Cindré – miejscowość i gmina we Francji, w regionie Owernia-Rodan-Alpy, w departamencie Allier.

## Demografia
Według danych na rok 1990 gminę zamieszkiwały 313 osoby, a gęstość zaludnienia wynosiła 14 osób/km². W styczniu 2015 r. Cindré zamieszkiwało 338 osób, przy gęstości zaludnienia wynoszącej 15,1 osób/km².